# Альмирон, Хорхе
Хорхе Франсиско Альмирон (исп. Jorge Francisco Almirón; род. 19 июня 1971[…], Сан-Мигель, Буэнос-Айрес) — аргентинский футболист; тренер.

## Игровая карьера
Хорхе Альмирон начинал свою карьеру футболиста в 1991 году в клубе «Атлетико Сан-Мигель», откуда в 1994 году перешёл в чилийский «Сантьяго Уондерерс», который в то время выступал во второй по значимости чилийской футбольной лиге.
В 1997 году Альмирон стал игроком клуба мексиканской Примеры «Атлас». 31 июля 1997 года он впервые забил в чемпионате Мексики, сравняв счёт в гостевом поединке против «Гвадалахары». А в следующем туре Альмирон сделал дубль, отметившись в домашнем матче против команды «Торос Неса». В 2000 году он перешёл в «Монаркас Морелия», в 2004 году — в «Леон». Впоследствии Альмирон играл за мексиканские «Керетаро» и «Дорадос де Синалоа».

## Тренерская карьера
Свою тренерскую карьеру Альмирон начал, будучи в 2008 году играющим тренером мексиканского «Дорадос де Синалоа». Далее он работал главным тренером в клубах мексиканского второго дивизиона «Веракрус» и «Коррекаминос», аргентинской Примеры B Насьональ «Дефенса и Хустисия». В 2013 возглавлял команду мексиканской Примеры «Тихуана». В аргентинский Финаль 2014 года «Годой-Крус» под его руководством занял четвёртое место в Примере. В июле 2014 года Альмирон возглавил именитый «Индепендьенте», который также при нём занял четвёртое место в Примере 2014. Но в середине следующего чемпионата после ряда неудовлетворительных результатов Альмирон покинул свой пост. В начале 2016 года он возглавил «Ланус» и привёл его ко второму в истории чемпионскому титулу в Примере 2016.
В конце декабря 2017 года Альмирон был объявлен новым тренером колумбийского клуба «Атлетико Насьональ».

## Достижения

### В качестве футболиста
«Сантьяго Уондерерс»
- Чемпион Примеры B: 1995

«Монаркас Морелия»
- Чемпион Мексики: Зим. 2000

### В качестве тренера
«Ланус»
- Чемпион Аргентины: 2016
- Обладатель Суперкубка Аргентины: 2016